# Bidan Muchiri Karoki
Bidan Muchiri Karoki (ur. 21 sierpnia 1990) – kenijski lekkoatleta specjalizujący się w biegach długich.
Srebrny medalista igrzysk afrykańskich w Maputo (2011) w biegu na 10 000 metrów. Finalista olimpijski z Londynu oraz uczestnik mistrzostw świata w 2013 w Moskwie. Dwukrotny medalista mistrzostw świata w biegach przełajowych w Guiyangu (2015). W 2016 zdobył złoto oraz srebro na mistrzostwach świata w półmaratonie.
Złoty medalista mistrzostw Kenii oraz mistrzostw Japonii.
Rekordy życiowe: bieg na 5000 metrów – 13:15,25 (2 lipca 2014, Kitami); bieg na 10 000 metrów – 26:52,12 (4 sierpnia 2017, Londyn); półmaraton – 58:42 (9 lutego 2018, Ras al-Chajma), maraton – 2:06:48 (3 marca 2019, Tokio).

## Osiągnięcia
| Rok  | Impreza                                   | Miejsce        | Konkurencja            | Pozycja    | Wynik    |
| ---- | ----------------------------------------- | -------------- | ---------------------- | ---------- | -------- |
| 2011 | Igrzyska afrykańskie                      | Maputo         | bieg na 10 000 m       | 2. miejsce | 28:19,32 |
| 2012 | Igrzyska olimpijskie                      | Londyn         | bieg na 10 000 m       | 5. miejsce | 27:32,94 |
| 2013 | Mistrzostwa świata                        | Moskwa         | bieg na 10 000 m       | 6. miejsce | 27:27,17 |
| 2015 | Mistrzostwa świata w biegach przełajowych | Guiyang        | bieg seniorów          | 2. miejsce | 35:00    |
| 2015 | Mistrzostwa świata w biegach przełajowych | Guiyang        | drużyna seniorów       | 2. miejsce |          |
| 2015 | Mistrzostwa świata                        | Pekin          | bieg na 10 000 m       | 4. miejsce | 27:04,77 |
| 2016 | Mistrzostwa świata w półmaratonie         | Cardiff        | półmaraton             | 2. miejsce | 59:36    |
| 2016 | Mistrzostwa świata w półmaratonie         | Cardiff        | półmaraton (drużynowo) | 1. miejsce |          |
| 2016 | Igrzyska olimpijskie                      | Rio de Janeiro | bieg na 10 000 metrów  | 7. miejsce | 27:22,93 |
| 2017 | Mistrzostwa świata                        | Londyn         | bieg na 10 000 metrów  | 4. miejsce | 26:52,12 |